# Ordre de bataille lors de l'opération Bagration
Ce qui suit est l'ordre de bataille des forces militaires en présence, au 20 juin 1944? lors de l'opération Bagration, qui eut lieu du 22 juin au 19 août 1944 durant la Seconde Guerre mondiale. Le terme « front » (en russe : фронт) désigne en terminologie militaire soviétique l'équivalent d'un groupe d'armées.

## Forces Soviétiques
Le 20 juin 1944, les quatre fronts  impliqués dans l'opération Bagration totalisent :
- 1 254 300 hommes
- 4 100 chars et canons d'assaut
- 24 400 pièces d'artillerie
- 5 300 avions + 1 000 engagés dans des missions à longue distance

### 1erfront de la Baltique
Le 1er front de la Baltique est placé sous les ordres du maréchal Hovhannes Bagramian.
- 4e armée de choc
  - 16e division de fusiliers
  - 119e division de fusiliers
  - 332e division de fusiliers
  - 360e division de fusiliers
- 6e armée de la Garde
  - 9e division de fusiliers de la Garde
  - 29e division de fusiliers
  - 46e division de fusiliers de la Garde
  - 47e division de fusiliers
  - 51e division de fusiliers
  - 51e division de fusiliers de la Garde
  - 67e division de fusiliers de la Garde
  - 71e division de fusiliers de la Garde
  - 90e division de fusiliers de la Garde
  - 166e division de fusiliers
  - 270e division de fusiliers (ru)
  - 8e division d'artillerie de la Garde
  - 21e division d'artillerie de rupture
- 43e armée
  - 145e division de fusiliers
  - 179e division de fusiliers
  - 204e division de fusiliers
  - 235e division de fusiliers
  - 306e division de fusiliers
  - 334e division de fusiliers
  - 357e division de fusiliers
  - 1er corps de chars
    - 89e brigade de chars
    - 117e brigade de chars
    - 159e brigade de chars
- 3e armée aérienne
  - 314e division de bombardement
  - 5e division de chasse de la Garde
  - 190e division de chasse
  - 211e division de chasse
  - 259e division de chasse
  - 314e division de chasse
  - 332e division de chasse
  - 335e division de chasse

### 1erfront biélorusse
Le 1er front biélorusse est placé sous les ordres du maréchal Constantin Rokossovski.
- 3e armée
  - 5e division de fusiliers (ru)
  - 82e division de fusiliers
  - 108e division de fusiliers
  - 120e division de fusiliers de la Garde
  - 129e division de fusiliers
  - 169e division de fusiliers
  - 186e division de fusiliers
  - 250e division de fusiliers
  - 269e division de fusiliers
  - 283e division de fusiliers
  - 323e division de fusiliers
  - 348e division de fusiliers
  - 413e division de fusiliers
  - 9e corps de chars
    - 23e brigade de chars
    - 95e brigade de chars
    - 108e brigade de chars
    - 8e brigade motorisée

  - 5e division de lance-roquettes de la Garde
- 28e armée
  - 20e division de fusiliers
  - 48e division de fusiliers de la Garde
  - 50e division de fusiliers de la Garde
  - 54e division de fusiliers de la Garde
  - 55e division de fusiliers de la Garde
  - 61e division de fusiliers
  - 96e division de fusiliers de la Garde
  - 130e division de fusiliers
  - 152e division de fusiliers
  - 5e division d'artillerie de rupture
  - 12e division d'artillerie de rupture
- 48e armée
  - 17e division de fusiliers
  - 73e division de fusiliers
  - 96e division de fusiliers
  - 102e division de fusiliers
  - 137e division de fusiliers
  - 170e division de fusiliers
  - 194e division de fusiliers
  - 217e division de fusiliers
  - 399e division de fusiliers
  - 22e division d'artillerie de rupture
- 61e armée
  - 12e division de fusiliers de la Garde
  - 23e division de fusiliers
  - 55e division de fusiliers
  - 212e division de fusiliers
  - 397e division de fusiliers
  - 415e division de fusiliers
- 65e armée
  - 15e division de fusiliers
  - 37e division de fusiliers de la Garde
  - 44e division de fusiliers de la Garde
  - 69e division de fusiliers
  - 75e division de fusiliers de la Garde
  - 193e division de fusiliers (ru)
  - 354e division de fusiliers
  - 356e division de fusiliers
  - 1er corps de chars de la Garde
    - 1re brigade mécanisée de la Garde
    - 15e brigade de chars de la Garde
    - 16e brigade de chars de la Garde
    - 17e brigade de chars de la Garde

  - 1er corps mécanisé de la Garde
    - 19e brigade mécanisée
    - 35e brigade mécanisée
    - 37e brigade mécanisée
    - 219e brigade de chars

  - 26e division d'artillerie
- Cavalerie
  - 2e corps de cavalerie de la Garde
    - 3e division de cavalerie de la Garde
    - 4e division de cavalerie de la Garde
    - 17e division de cavalerie de la Garde

  - 4e corps de cavalerie de la Garde
    - 9e division de cavalerie de la Garde
    - 10e division de cavalerie de la Garde
    - 30e division de cavalerie

  - 7e corps de cavalerie de la Garde
    - 14e division de cavalerie de la Garde
    - 15e division de cavalerie de la Garde
    - 16e division de cavalerie de la Garde
- 4e corps d'armée artillerie
- 6e armée aérienne (en)
  - 242e division de bombardement (nocturne)
  - 3e division de chasse
  - 336e division de chasse
- 16e armée aérienne (en)
  - 221e division de bombardement
  - 241e division de bombardement
  - 301e division de bombardement
  - 196e division de chasse
  - 199e division de chasse
  - 215e division de chasse
  - 273e division de chasse
  - 279e division de chasse
  - 282e division de chasse
  - 323e division de chasse
- Marine
  - 1re division de navires de combat
  - 2e division de navires de combat
  - 3e division de navires de combat
- Autres unités non engagées dans l'opération : 8e, 47e et 70e armées (en), 1re armée polonaise et 2e armée de chars[2].

### 2efront biélorusse
Le 2e front biélorusse est placé sous les ordres du maréchal Georgiy Zakharov,.
- 33e armée
  - 70e division de fusiliers
  - 157e division de fusiliers (2e formation) (ru)
  - 344e division de fusiliers
- 49e armée
  - 32e division de fusiliers (ru)
  - 42e division de fusiliers
  - 49e division de fusiliers
  - 64e division de fusiliers
  - 95e division de fusiliers
  - 153e division de fusiliers
  - 199e division de fusiliers
  - 222e division de fusiliers (en)
  - 290e division de fusiliers (en)
  - 330e division de fusiliers
  - 369e division de fusiliers (en)
  - 42e brigade de chars de la Garde
  - 43e brigade de chars de la Garde
- 50e armée
  - 110e division de fusiliers
  - 139e division de fusiliers
  - 238e division de fusiliers
  - 307e division de fusiliers
  - 324e division de fusiliers
  - 362e division de fusiliers
  - 380e division de fusiliers
  - 385e division de fusiliers
- 4e armée aérienne
  - 325e division de bombardement (nocturne)
  - 229e division de chasse
  - 230e division de chasse
  - 233e division de chasse
  - 309e division de chasse

### 3efront biélorusse
Le 3e front biélorusse est placé sous les ordres du maréchal Ivan Tcherniakhovski
- 5e armée
  - 63e division de fusiliers
  - 97e division de fusiliers
  - 144e division de fusiliers
  - 159e division de fusiliers
  - 184e division de fusiliers
  - 215e division de fusiliers
  - 277e division de fusiliers (en)
  - 338e division de fusiliers
  - 371e division de fusiliers
  - 2e brigade de chars
  - 153e brigade de chars
  - 3e division d'artillerie de rupture de la Garde
- 11e armée de la Garde
  - 1re division de fusiliers de la Garde
  - 5e division de fusiliers de la Garde
  - 11e division de fusiliers de la Garde
  - 16e division de fusiliers de la Garde
  - 18e division de fusiliers de la Garde
  - 26e division de fusiliers de la Garde
  - 31e division de fusiliers de la Garde
  - 83e division de fusiliers de la Garde
  - 84e division de fusiliers de la Garde
  - 2e corps de chars de la Garde
    - 4e brigade de chars
    - 25e brigade de chars de la Garde
    - 26e brigade de chars de la Garde
    - 4e brigade de fusiliers motorisés de la Garde

  - 7e division de lance-roquettes de la Garde
- 31e armée
  - 62e division de fusiliers
  - 88e division de fusiliers
  - 173e division de fusiliers
  - 174e division de fusiliers
  - 192e division de fusiliers
  - 220e division de fusiliers
  - 331e division de fusiliers
  - 352e division de fusiliers
  - 213e brigade de chars
- 39e armée
  - 17e division de fusiliers de la Garde
  - 19e division de fusiliers de la Garde
  - 91e division de fusiliers de la Garde
  - 158e division de fusiliers
  - 164e division de fusiliers
  - 251e division de fusiliers
  - 262e division de fusiliers
  - 28e brigade de chars de la Garde (ru)
- 5e armée de chars
  - 3e corps de chars de la Garde
    - 3e brigade de chars de la Garde
    - 18e brigade de chars de la Garde
    - 19e brigade de chars de la Garde

  - 3e corps de cavalerie de la Garde
    - 5e division de cavalerie de la Garde (en)
    - 6e division de cavalerie de la Garde (ru)
    - 32e division de cavalerie

  - 3e corps mécanisé de la Garde
    - 7e brigade mécanisée de la Garde
    - 8e brigade mécanisée de la Garde
    - 35e brigade de chars de la Garde

  - 2e division d'artillerie motorisée de la Garde
  - 4e division d'artillerie motorisée de la Garde
  - 20e division d'artillerie motorisée
- 1re armée aérienne
  - 3e division de bombardement de la Garde
  - 4e division de bombardement de la Garde
  - 5e division de bombardement de la Garde
  - 6e division de bombardement de la Garde
  - 113e division de bombardement de la Garde
  - 334e division de bombardement de la Garde
  - 213e division de bombardement de la Garde (nocturne)
  - 3e division de chasse de la Garde
  - 4e division de chasse de la Garde
  - 5e division de chasse de la Garde
  - 265e division de chasse
  - 278e division de chasse
  - 307e division de chasse
  - 308e division de chasse
  - 322e division de chasse
- 5e corps d'artillerie
  - 2e division d'artillerie de rupture de la Garde
  - 20e division d'artillerie de rupture
  - 4e division d'artillerie de canons de la Garde

## Forces de l'Axe
Le 23 juin 1944, Groupe d'armées Centre impliqué dans l'opération Bagration se compose de
- 2e armée allemande
  - 7e corps d'armée
  - 20e corps d'armée
  - 23e corps d'armée
  - 201e division de sécurité
  - 221e division de sécurité
  - 391e division de sécurité
  - 390e division d'entraînement de campagne
- 4e armée allemande
  - 12e corps d'armée
    - 18e division de Panzergrenadier
    - 57e division d'infanterie
    - 267e division d'infanterie

  - 27e corps d'armée
    - 25e division de Panzergrenadier
    - 78e division d'assaut
    - 260e division d'infanterie

  - 39e corps de Panzer
    - 12e division d'infanterie
    - 31e division d'infanterie
    - 110e division d'infanterie
    - 337e division d'infanterie
- 9e armée
  - 35e corps d'armée
    - 6e division d'infanterie
    - 45e division d'infanterie
    - 134e division d'infanterie
    - 296e division d'infanterie
    - 383e division d'infanterie

  - 35e corps de Panzer
    - 35e division d'infanterie
    - 36e division d'infanterie
    - 129e division d'infanterie

  - 55e corps d'armée
    - 102e division d'infanterie
    - 292e division d'infanterie
- 3e armée de Panzer
  - 6e corps d'armée
    - 197e division d'infanterie
    - 256e division d'infanterie
    - 299e division d'infanterie

  - 9e corps d'armée
    - 102e division d'infanterie
    - Détachement de corps B (Korps-Abteilung D)

  - 53e corps d'armée
    - 206e division d'infanterie
    - 246e division d'infanterie
    - 4e division de campagne de la Luftwaffe
    - 6e division de campagne de la Luftwaffe
- Réserves
  - 14e division de Panzergrenadier
  - 707e division d'infanterie
  - 20e Panzerdivision
  - Panzerdivision Feldherrnhalle
  - Places fortifiées (de) de Bobrouïsk, Moguilev, Orcha et Vitebsk